# 밀가루
밀가루는 밀의 낟알을 분쇄하여 만든 곡물 가루이다. 다당류 탄수화물로 이루어진 높은 비율의 녹말을 함유하고 있다
밀가루는 많은 나라에서 주식으로 삼고 있는 빵의 주된 재료이다. 그렇기 때문에 자국의 안정적인 밀가루 공급에 대한 문제가 경제와 정치 이슈로 종종 부각되기도 한다.
밀가루는 유럽과 미국권 문화에서 가장 중요한 식량 중의 하나이며, 거의 대부분의 빵과 페이스트리의 재료이기도 하다. 수많은 국가의 일부 규제에 따르면 밀가루는 정제된 밀 생산에서 잃어버린 영양분을 강화할 것을 요구하고 있다.
밀가루는 글루텐이라고 불리는 단백질을 함유하고 있다. 밀가루로 반죽을 만들 때 이 글루텐 분자들이 그물망처럼 서로 결합하여 반죽을 탄력있는 구조로 만든다. 이로 인해 작은 탄산 기공이 안정된 구조 속에서 보존될 수 있게 되어 부드러운 조직의 빵과 케이크를 완성할 수 있다.
어떤 사람들은 글루텐의 섭취로 인해 소장 내벽이 파괴되는 소아 지방변증을 앓기도 한다. 이러한 질병이 알려지고 특수 조건에 처해 고통받는 사람들에게 무글루텐 식단이 도움이 된다는 믿음이 증가됨에 따라 글루텐이 포함되지 않은 밀가루로 만든 제품인 빵과 파스타의 수요가 증가하였다.

## 역사
밀은 아프가니스탄이나 캅카스가 원산지로 BC 1만∼1만 5000년경에 재배되기 시작한 가장 오래된 작물 중에 하나이며 석기시대에 이미 유럽과 중국에서 널리 재배하였다. 2019년 기준 최대 생산국은 약 1억3천4백만톤을 생산하는 중국이다.
한반도에서는 삼국시대 이전부터 재배한 것으로 추정되나 생산량이 적어 밀은 매우 귀한 식재료에 속했으며, 한국전쟁때 원조물자로 들어오면서 일반가정에서도 쉽게 접할 수 있게 되었다. 1965년 한국의 밀 자급률은 27%였는데 전후 쌀부족으로 인해 무상원조와 무상 수입량이 증가함에 따라 재배농가 급격히 감소하여 2020년 생산량은 17,000톤으로 자급률은 0.8%이다.
한국 전쟁 이후 경상제분, 남선제분, 대영제분, 대한제분, 조선제분, 중선제분 등 제분회사가 미국에서 원조물자로 들어온 밀로 밀가루를 생산했다.
1960년도에 밀이 대량으로 유입되었으나 밀가루 음식에 익숙하지 않았기에 연간 1인당 소비량은 13.8kg이었다. 1967년 이후 분식장려운동과 제빵, 제과 기술의 발달로 인해 1970년에 26.1kg, 1985년 32.kg, 1992년 32.6kg으로 소비량이 증가하였다.

## 종류
| 단백질 함량 | 종류            |
| ----------- | --------------- |
| 5-8%        | 케이크 밀가루   |
| 8-10%       | 가루반죽 밀가루 |
| 10-11.5%    | 다목적 밀가루   |
| 11-13%      | 빵 밀가루       |
| 14% 이상    | 고글루텐 밀가루 |

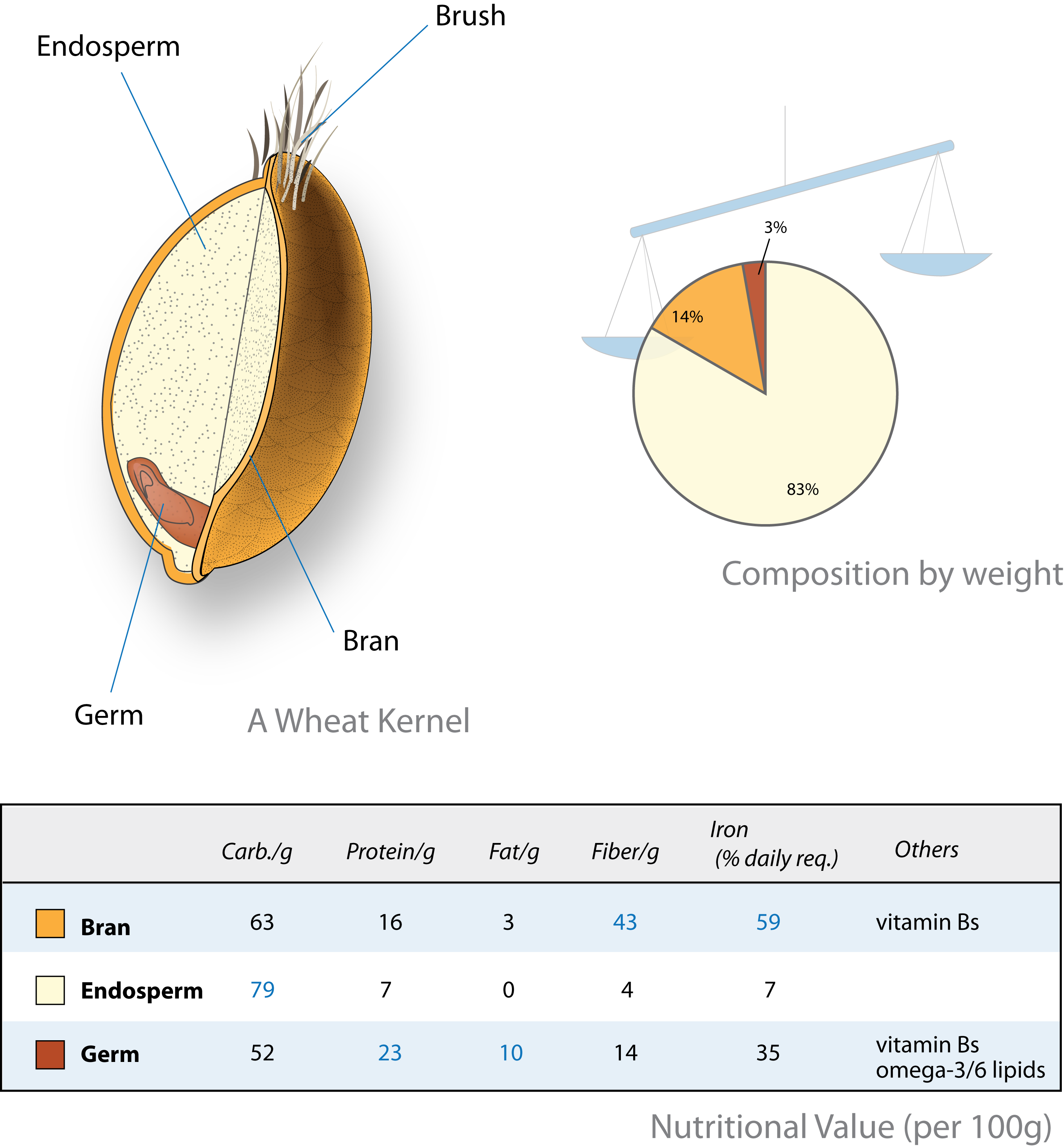

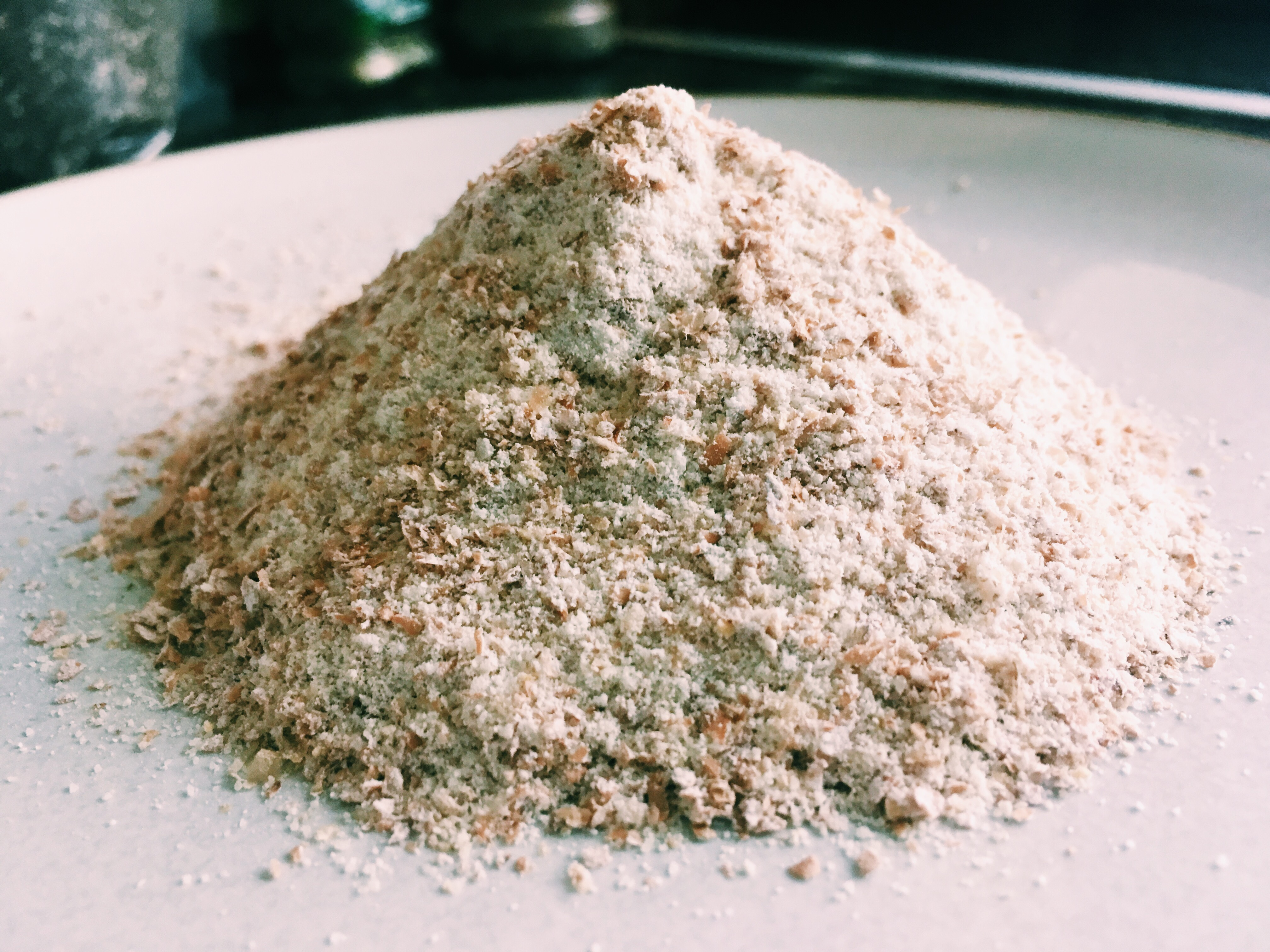

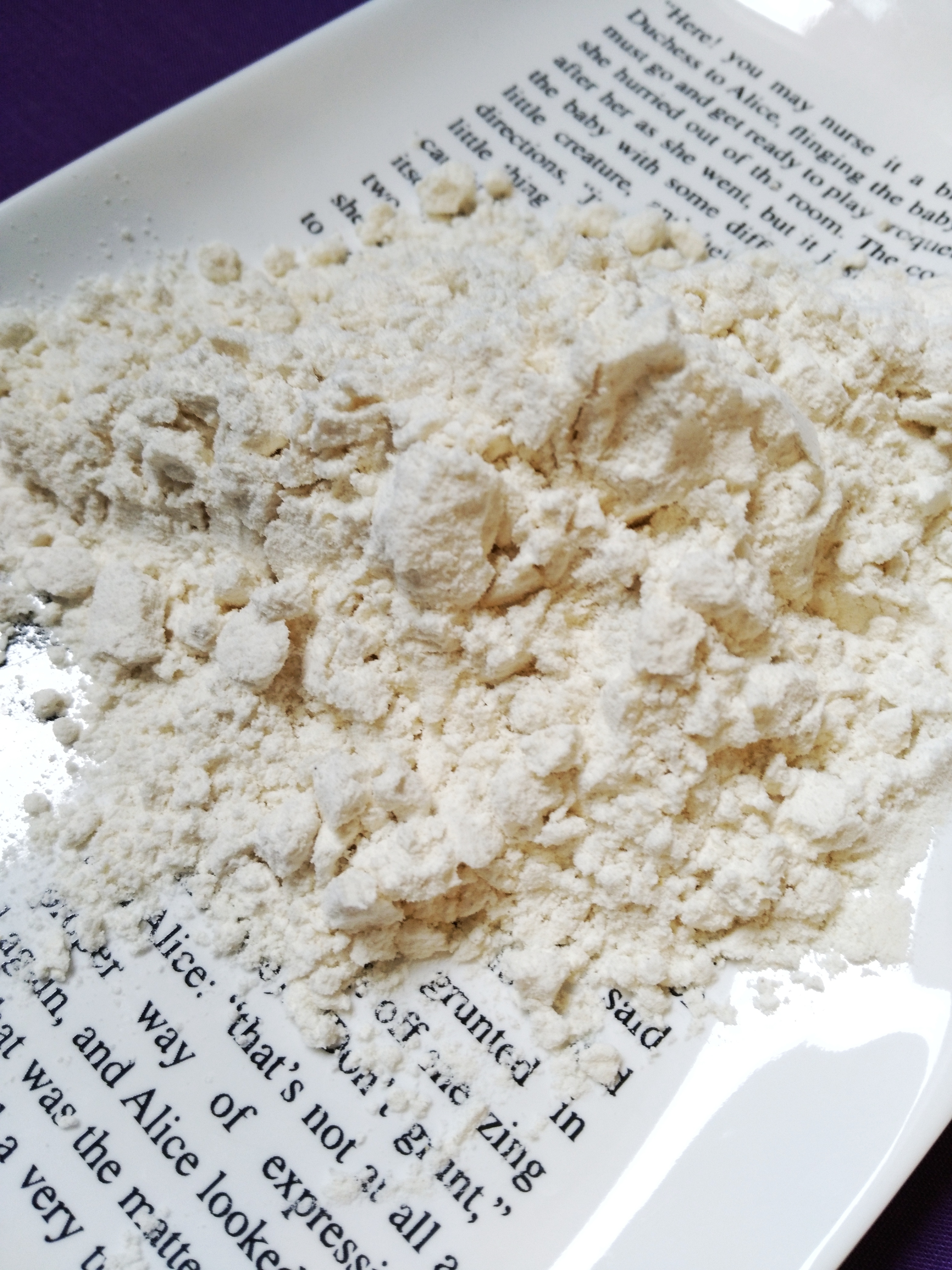
앉은뱅이밀가루

- 밀가루는 다른 어떤 곡물 가루보다 가장 많이 생산되는 곡물 가루이다. 밀가루는 종류에 따라 글루텐(단백질)의 함량이 높은 굳은밀(경질밀)로 만들어 차진 밀가루는 강력분(強力粉, bread flour 또는 hard flour)으로 불리고, 글루텐 함량이 낮은 무른밀(연질밀)로 만들어 끈기가 적은 것은 박력분(薄力粉, cake flour 또는 soft flour)으로 불린다. 강력분은 빵을 구울 때 모양을 유지할 수 있는 찰기를 가진 밀가루이다. 박력분은 입자가 고운 것이 특징이다. 박력분보다 글루텐 함량이 조금 높은 것은 중력분(中力粉, all-purpose flour 또는 plain flour)이다.

밀 낟알에서 밀기울을 완전히 제거하고 순수한 배유만 남은 것으로 만든 밀가루는 백밀가루라 부르며, 밀기울을 완전히 제거하지 않은 상태로 배유와 밀기울 일부가 섞여 있는 상태의 통밀로 만든 것은 통밀가루라 부른다. 밀기울을 제거하지 않고 낸 밀가루는 전립분이라 부른다.
남아시아에서는 강력분 통밀가루와 박력분 백밀가루를 "아타"와 "마이다"로 구분한다.
브로민 함유 밀가루는 밀가루 개량제가 추가된 밀가루이다. 이 약품의 역할은 글루텐을 발전시키는 것을 돕는 것이며 밀가루 표백제와 역할이 비슷하다. 브로민산염이 보통 쓰인다. 대안으로 인산염, 아스코르빈산, 맥아 보리가 있다. 브로민산염이 첨가된 밀가루는 세계의 많은 나라에서 사용이 금지되어 있지만 미국에서는 사용을 허가하고 있다.
케이크밀가루는 연질밀을 곱게 갈아 만든 박력분 밀가루이다. 글루텐 함량이 매우 낮아서 부드러운 케이크와 과자를 만드는 데 유익하다. 글루텐 함량이 더 높은 다른 종류의 밀가루도 케이크를 만드는 데 이용할 수는 있지만 쉽지 않다. 페이스트리밀가루는 케이크밀가루보다 글루텐 함량이 조금 더 높지만 중력분보다는 낮다. 페이스트리에 적절하다.
그레이엄밀가루는 특별한 종류의 통밀가루이다. 내유는 흰 밀가루와 같이 세세하게 갈려 있지만 밀기을이나 미생물의 것은 거칠게 갈려 있다. 미국과 유럽 밖에서는 흔하지 않다. 완전한 그레이엄 크래커의 기본 재료이다. 시장에 팔리는 수많은 전맥 크래커는 실제로는 모방 전맥으로 되어 있다. 왜냐하면 전맥 밀가루나, 심지어는 완전 밀가루도 포함되어 있지 않기 때문이다.
팽창제혼합밀가루(self-rising flour) 흰 밀가루나 화학 발효약품과 섞어 파는 완전 밀가루이다. 헨리 존스가 개발하였다. 인도 요리를 할 경우 다목적 밀가루(Madia flour)로 대체할 수도 있다. 일반적인 비율은 다음과 같다:
½ 티스푼 소금 약간
단위 :
- 100 g의 밀가루
- 3 g의 베이킹파우더
- 1 g 미만의 소금

이탈리아에서는 고운 밀가루 등 곡분을 파리나(이탈리아어: farina)로, 듀럼밀 등으로 만든 입자가 굵은 가루를 세몰라(이탈리아어: semola)로 구분해 부른다. 세몰라의 경우 큰 입자(semola grossa, 600~800 μm), 중간 입자(semola media, 400~600 μm), 작은 입자(semolino, 0~300 μm)로 구분하며, 입자가 아주 고운 듀럼밀가루 등은 "semola rimacinata"라 부른다. 밀가루(파리나)와 세몰라의 관계는 옥수수가루와 콘밀의 관계와 비슷하다. 파스타를 만들 때 흔히 사용되는 밀가루는 연질밀가루(farina di grano tenero "00")와 경질밀가루(semola di grano duro)가 있다.

## 밀가루 종류 번호
일부 시장에서 구입할 수 있는 제각기 다른 종류의 밀가루가, 샘플이 실험실 오븐에서 태워 남은 재의 질량(회분)에 따라 이름이 붙는다. (일반적으로 550 °C 또는 900 °C의 온도에서 태운다. 국제 표준 ISO 2171과 ICC 104/1를 참고하라.) 녹말 내유의 광물이 곡물의 바깥 부분의 광물보다 훨씬 더 적기 때문에 이러한 번호를 사용함으로써 밀가루로 된 곡물의 표시를 확인하기 쉬워진다. 곡물의 모든 부분으로 만든 (100% 추출) 밀가루는 100 g의 마른 밀에 약 2g 이상의 회분을 남긴다. 흰 밀가루 (50-60% 추출)는 0.4g 정도의 회분만 남긴다.
- 독일의 밀가루 종류 번호 (Mehltype)는 마른 밀가루 100g에서 얻은 회분의 양을 밀리그램 단위로 가리킨다. 흰 표준 밀가루 (DIN 10355에 정의되어 있음)는 요리를 위한 일반적인 흰 밀가루 기준으로 종류 405에서 색이 더 짙은 빵 밀가루 종류 550, 650, 812에 이어 완전히 곡물로만 이루어진 빵인 1050, 1600의 종류까지 다양하다.
- 프랑스의 밀가루 종류 번호 (type de farine)는 독일에서 쓰이는 계수보다 10이 더 작다. 왜냐하면 이 번호들은 10 g 밀가루에 들어 있는 회분을 밀리그램 단위로 가리키기 때문이다. 종류 55는 부풀게 굽는 가루반죽("pâte feuilletée")이 들어 있는 표준의 요리용 흰 밀가루이다. 종류 45는 가루반죽 밀가루(pastry flour)라고 불리기도 하지만 일반적으로 더 부드러운 밀에서 추출한다. 종류 65, 80, 110은 더 색이 짙은 빵의 밀가루이며 종류 150은 완전 밀가루를 뜻한다.

미국과 영국에서 번호가 표준으로 정의되지 않은 밀가루 종류도 있으며 밀가루 생산 업체로가 회분의 질량을 가리키는 이름을 붙이는 경우는 흔치 않다. 그러나 법적으로 요구되는 표준 영양표는 밀가루의 단백질을 지정하는 것이다. 이것을 이용하여, 사용할 수 있는 다른 밀가루 종류의 추출 비율을 비교하는 데 적절하게 사용할 수 있다.
일부 미국의 생산 업체로에 회분 안의 물질을 문의하여 알아내기는 쉽다. 그러나 미국 쪽에서 사용하는 측정 수치는 14% MB(수분 물질)의 밀을 기준으로 한다. 그러므로 0.48%의 회분이 들어간 미국의 밀가루는 프랑스의 밀가루 종류 번호 55와 같은 종류다.
일반적으로 밀가루의 추출 비율이 높아질수록 단백질과 회분도 함께 늘어난다. 그러나 추출 비율이 100% (완전 밀가루)에 다다르면 단백질은 조금 떨어지는 반면 회분은 상승을 계속한다.
아래의 표는 단백질과 회분이 밀가루와 어떠한 관계가 있는지에 대한 몇 가지 예를 나타낸 것이다.
| 회분   | 단백질 | 밀가루 종류        | 밀가루 종류 | 밀가루 종류 |
| 회분   | 단백질 | 미국               | 독일        | 프랑스      |
| ------ | ------ | ------------------ | ----------- | ----------- |
| ~0.4%  | ~9%    | 가루반죽 밀가루    | 405         | 45          |
| ~0.55% | ~11%   | 다목적 밀가루      | 550         | 55          |
| ~0.8%  | ~13%   | 고글루텐 밀가루    | 812         | 80          |
| ~1%    | ~14%   | first clear 밀가루 | 1050        | 110         |
| >1.5%  | ~15%   | 흰 완전 밀가루     | 1600        | 150         |

이 표는 빵을 요리하는 데 필요한 대략적인 지침일 뿐이다. 미국의 밀가루 종류가 표준화되어 있지 않기 때문에 숫자는 밀가루를 생산하는 업체에 따라 달라질 수 있다.

## 밀가루 제조
밀가루는 곡물 입자를 돌이나 쇠로 만들어진 맷돌에 넣고 갈아내어 만든다. 오늘날 '돌로 갈아냈다'는 것은 보통 곡물 입자를 수직 또는 수평으로 놓인 맷돌(고정된 돌바퀴 위에 움직이는 돌바퀴가 있는 구조임) 속에 넣어 갈았다는 뜻이다. 손으로 돌리거나 전기를 이용하여 밀가루를 만드는 작은 기구들도 있다.

## 인화성
공기 중에 흩어진 밀가루는 넓은 표면적 때문에 불이 붙으면 폭발하는 성질이 있다. (분진 폭발을 볼 것) 학교 교실에서 볼 수 있는 밀가루 폭탄은 해가 없는 사례이다. 중세에는 맷돌, 양초, 등불 또는 다른 인화성 물질의 휴대가 금지되었다. 가끔 제분소에서 크고 치명적인 폭발이 일어나곤 했는데, 대표적인 것은 1878년 당시 미국에서 가장 큰 규모의 미니애폴리스 워시번 "A" 제분소에서 일어났던 사고였다.

## 밀가루 제품들
빵, 파스타, 크래커, 케이크, 기타 다양한 과자에 밀가루가 들어간다. 백소맥분은 그레이비 소스의 주재료 루를 만드는 원료로 쓰인다. 백소맥분은 벽지 부착용 풀의 전통적인 주재료이기도 하다. 밀가루는 종이 반죽 공예의 주원료로도 사용된다. 콘스타치는 여러 푸딩과 후식의 주요 재료이다.
- 강력분 : 식빵, 빵, 빵가루, 라면 - 대체로 제빵
- 중력분 : 우동, 소면, 냉면, 오코노미야키, 타코야키, 만두피, 수제비 - 대체로 국수 요리
- 박력분 : 케이크, 카스텔라, 핫케이크, 쿠키, 튀김, 부침개 - 대체로 제과류
- 유분
- 전립분 : 빵, 쿠키, 비스켓
- 세모리나 밀가루 : 파스타
- 말분 : 만두, 토르티야

## 같이 보기
- 곡분
- 프럭탄